# Bayan Sulu

Logo bis 2010

Bayan Sulu (kasachisch Баян Сұлу, russisch Баян Сулу) ist einer der größten Süßwarenhersteller in Kasachstan mit Sitz in Qostanai. Zu den Produkten von Bayan Sulu gehören vor allem Schokolade, Pralinen und Bonbons sowie Kekse. Es ist an der Kasachischen Börse gelistet.
Es sind rund 1.500 Mitarbeiter bei Bayan Sulu beschäftigt. Der Umsatz des Süßwarenherstellers betrug im Geschäftsjahr 2009 rund 12,8 Milliarden Tenge; im folgenden Jahr stieg er auf 14,4 Milliarden Tenge.

## Geschichte
Das Unternehmen wurde 1974 als Süßwarenfabrik Qostanai gegründet. Zunächst wurde mit der Herstellung von Karamell begonnen. Im März 1975 startete man die Produktion von Keksen. Im Juli desselben Jahres konnte nach dem Kauf neuer Ausrüstung mit der Schokoladenproduktion begonnen werden. In den folgenden fünf Jahren nahm man zahlreiche weitere Süßigkeiten ins Sortiment auf.
In mehreren Konditoreiwettbewerben, an denen Bayan Sulu teilgenommen hat, wurde dem Unternehmen der sowjetische Orden des Roten Banners der Arbeit verliehen.
Im September 1993 wurde die Süßwarenfabrik Qostanai in eine offene Aktiengesellschaft mit dem Namen Bayan Sulu umorganisiert. Die Namensgebung geht auf eine Heldin des kasachischen Epos Bayan Sulu zurück.
1996 wurde die Produktion mit Computertechnik ausgestattet. Im folgenden Jahrzehnt wurde das Produktionssystem schrittweise erneuert und erweitert.
Heute befinden sich mehr als 200 verschiedene Produkte im Sortiment von Bayan Sulu. Seit März 2004 ist Trajber Witalij Andrejewitsch Präsident des Unternehmens.
Im Januar 2010 änderte Bayan Sulu sein Logo. Ziel war es, mit einem moderneren und dynamischeren Logo die Attraktivität der eigenen Produkte zu erhöhen.

## Produkte
Bayan Sulu hat ein großes Sortiment an Süßigkeiten aller Art. Das Unternehmen stellt Produkte aus Karamell, wie zum Beispiel Karamellbonbons her. Außerdem befinden sich Bonbons verschiedener Arten und Dragées im Sortiment.
Bayan Sulu stellt außerdem verschiedene Sorten von Schokolade her, unter anderem Milchschokolade und Bitterschokolade. Auch verschiedene Sorten von Keksen und Waffeln gehören neben Pastila, einer bekannten russischen Süßigkeit aus getrocknetem Fruchtpüree, zu den Produkten des Unternehmens.